# Науково-технічна бібліотека Вінницького національного технічного університету
Науково-технічна бібліотека Вінницького національного технічного університету — одна з найбільших книгозбірень вищих навчальних закладів Подільського регіону України.

## Історія бібліотеки
Бібліотека заснована у 1960 році одночасно з відкриттям загальнотехнічного факультету Київського інституту харчової промисловості.
Одним із перших розпоряджень новоствореного вишу був наказ про заснування бібліотеки. 180 студентів першого курсу стали читачами бібліотеки. Бібліотека займала одну кімнату в будівлі Вінницького політехнічного технікуму.  Перший бібліотекар - Марія Миколаївна Щегоцька, яка в квітні 1965 року була призначена завідувачкою бібліотеки.  Перед нею стояло стратегічне завдання — сформувати фонд літератури, який відповідав би потребам навчального процесу, а також різноманітним інтересам студентів, викладачів. Частину книг передала в дар бібліотека КПІ, а також інші бібліотеки, підприємства (завод «Маяк»), викладачі. Внаслідок звернень до обмінних фондів бібліотек України, магазину «Книга — поштою» на кінець 1960 року бібліотечний фонд зріс до 6000 примірників - ядро книгозбірні.
В 1961 р. факультет став складовою частиною Київського політехнічного інституту, а в 1962 р. на базі нього був створений Вінницький філіал КПІ.
В 1967 р. бібліотека переїхала в новозбудований навчальний корпус №2.
В 1970 р. у бібліотеці створено відділ обслуговування читачів, до складу якого ввійшов навчальний абонемент і читальний зал. Бібліотечний фонд швидко зростав, поповнювався новими надходженнями. В 1975 році він нараховував 241800 примірників, в тому числі підручників - понад 88 тис. примірників.
В 1974 р. на базі Вінницького філіалу  КПІ було створено Вінницький політехнічний інститут (ВПІ) - сьомий в Україні в цій групі вищих навчальних закладів.
В 1980 р. для кращого обслуговування студентів 1 курсу бібліотекою ВПІ впроваджено груповий метод видачі підручників, який застосовується і донині з врахуванням впровадження автоматизованої книговидачі.
В 1981 р. в інженерно-будівельному корпусі відкрито абонемент та читальний зал.
В 1983 р. для забезпечення якісного обслуговування читачів відділ обслуговування розділено на 3 частини: відділ навчальної літератури, відділ наукової літератури, відділ літератури з питань будівництва.
В 1984 р. створено відділ основного книгозбереження.
В 1986 р. бібліотека  переїздить до новозбудованого головного навчального корпусу, де знаходиться і сьогодні.

## Структура бібліотеки
Керування бібліотекою здійснює директор, який підпорядкований ректорові (проректорові) і є членом Вченої ради університету. Структуру та штати бібліотеки затверджує ректор університету. У бібліотеці функціонують 6 структурних підрозділів.
- Відділ комплектування, наукової обробки літератури та книгозберігання
- Відділ наукової інформації та бібліографії
- Відділ обслуговування
- Відділ інформаційних технологій та комп'ютерного забезпечення

## Фонди бібліотеки
На 01.01.2020 р. інформаційний потенціал книгозбірні складає 863 110 пр. на паперових та електронних носіях, який за своїм складом повністю відповідає профілю університету і щорічно поповнюється на 8-10 тис. нових документів. До послуг користувачів більше 120 періодичних фахових видань, в т. ч. міжнародних. Всі інформаційні ресурси книгозбірні доступні для використання, пошук ведеться цілодобово через електронний каталог та web-сайт бібліотеки.

## Обслуговування користувачів
Бібліотека щорічно надає послуги понад 7 тис. користувачам, яким видається більше 700 тис. прим. документів.

## Проєкти бібліотеки

### Інформаційно-освітній проєкт «Науку творять обрані»
Мета проєкту – популяризація наукових надбань вчених Вінницького національного технічного університету, висвітлення їхньої ролі в розвитку науки краю, держави та світу, їхнє достойне місце в світовій науковій еліті.  
В рамках проєкту виходять:
- Біобібліографічні покажчики серії «Вчені нашого університету»
- Віртуальні – виставки «Штрихи до портрету вченого»
- Нові друковані видання вчених ВНТУ «Науковці пропонують»

### Краєзнавчий проєкт «Вінниччина: історія, сьогодення, майбутнє»
з підпроєктами:
- «Ім'ям своїм прославили Україну» про видатних земляків-вінничан, що народилися або жили та працювали на Вінниччині, зробили особистий внесок до розвитку науково-технічного прогресу, залишили культурну спадщину та  уславили свій край. Їхні імена відомі далеко за межами держави, але мало відомі у нас.
- «Вінниччина: Terra incognita», який  висвітлює сторінки історії краю, його етнічні, мовні, культурні традиції, пам’ятки архітектури тощо.
- «Імена, увічнені у вулицях Вінниці», про видатних людей, які залишили свій слід в історії, особистостей, які вплинули на розвиток нашого міста, країни, людства в цілому та чиїми іменами названо вулиці й провулки нашого міста.

Мета проєкту — розкриття історії нашої малої батьківщини в усій її оригінальності й неповторності, популяризація знань про наших видатних земляків, виховання патріотизму, національної самосвідомості, поваги до історичної пам’яті та національної культурної спадщини нашого народу.